# Michael Welker
Michael Welker (* 20. November 1947 in Erlangen) ist ein deutscher evangelischer Theologe und Seniorprofessor für Systematische Theologie.
Schwerpunkte seiner Forschung sind einerseits klassische Themen der theologischen Dogmatik, der biblischen Theologie und andererseits neuere Theologieentwicklungen angelsächsischer Theologie und Theoriebildung. Bekannt wurde er unter anderem durch seine Veröffentlichungen zum Geist Gottes, zur Christologie, zu den Themen Schöpfung und Anthropologie (auch im Dialog mit den Naturwissenschaften), Kirche im Pluralismus, Religion und Recht, Auferstehung und Abendmahl, aber auch zu A. N. Whitehead und der Prozesstheologie, zu Niklas Luhmann und der Systemtheorie.

## Leben und Wirken
Michael Welker wuchs in West-Berlin und in Grünstadt/Pfalz auf. In der Evangelischen Kirche der Pfalz wurde er ordiniert. 1973 wurde er im Fach Systematische Theologie in Tübingen zum Dr. theol. promoviert (Moltmann); 1978 in Philosophie in Heidelberg zum Dr. phil. (Henrich). 1980 habilitierte er sich in Tübingen mit einer Arbeit über A. N. Whitehead und die Prozesstheologie zum Dr. theol. habil. In Tübingen lehrte er als Professor von 1983 bis 1987 Systematische Theologie. Von 1987 bis 1991 hatte er den Lehrstuhl für Reformierte Theologie in Münster inne, von 1991 bis 2013 den Lehrstuhl für Systematische Theologie/Dogmatik in Heidelberg. Seit 2013 ist er als Seniorprofessor für Systematische Theologie und Direktor des Forschungszentrums Internationale und Interdisziplinäre Theologie (FIIT) in Heidelberg tätig.
Welker ist Autor und Herausgeber zahlreicher theologischer Werke. Er war Honorary Research Fellow an der University of Chicago (1984/85) und Gastprofessor an der McMaster University in Kanada (1985/86), am Princeton Theological Seminary (1988/89 und 1995/96), am Center of Theological Inquiry, Princeton (1997, 1999), und an der Harvard Divinity School (2001), an der Faculty of Divinity an der University of Cambridge (2008) und am Center for the Study of Law and Religion der Emory Law School in Atlanta (2013). Von 1996 bis 2006 war er Direktor des Internationalen Wissenschaftsforums der Universität Heidelberg (IWH). 2003 wurde ihm die Stelle des Direktors am Center of Theological Inquiry in Princeton angeboten. Seit 2005 ist er Geschäftsführender Direktor des von ihm wesentlich mitbegründeten Forschungszentrums Internationale und Interdisziplinäre Theologie (FIIT) in Heidelberg. Von 2004 bis 2016 war er Richter am Verfassungsgerichtshof der EKD.
Seit 1984 führten ihn Vortragsreisen in die USA, durch viele Länder Europas, Korea, China, Südafrika und Brasilien. Seit 1991 hielt er zahlreiche Endowed Lectures (Harvard, Princeton, Yale, Chicago Edinburgh, Peking, Taipeh, Canberra u. a.).
Die Universität Debrecen verlieh Welker 2004 den Ehrendoktor in Theologie (Dr. theol. h.c.); die südafrikanische North-West University in Potchefstroom 2013 den Ehrendoktor in Philosophie (Dr. phil. h.c.). Seit 2006 ist er Ordentliches Mitglied der Heidelberger Akademie der Wissenschaften und der Finnish Academy of Arts and Letters. 2006 erhielt er die Universitätsmedaille der Universität Heidelberg, 2016 den Karl-Barth-Preis, 2019/20 hielt er die Gifford Lectures in Edinburgh.

## Schriften (Auswahl)
Monographien
- Der Vorgang Autonomie. Philosophische Beiträge zur Einsicht in theologischer Rezeption und Kritik, Neukirchen-Vluyn 1975.
- Das Verfahren von Hegels "Phänomenologie des Geistes" und die Funktion des Abschnitts "Die offenbare Religion", Heidelberg 1978.
- Universalität Gottes und Relativität der Welt. Theologische Kosmologie im Dialog mit dem amerikanischen Prozeßdenken nach Whitehead (Neukirchener Beiträge zur Systematischen Theologie 1), Neukirchen-Vluyn 1981, 2. Aufl. 1988.
- Kirche ohne Kurs? Aus Anlaß der EDK-Studie "Christsein gestalten", Neukirchen-Vluyn 1987.
- Gottes Geist. Theologie des Heiligen Geistes, Neukirchen-Vluyn 1992, 7. Aufl. Göttingen 2022; engl.: God the Spirit, Philadelphia 1994, Eugene, OR. 2013; ital.: Lo Spirito di Dio. Teologia dello Spirito Santo, Brescia 1995, 2. Aufl. 2020; korean.: Seoul 1995; japan.: Tokio 2007; portug.: O Espírito de Deus. Teologia do Espírito Santo, São Leopoldo 2010, ungar.: Isten Lelke. A Szentlélek teológiája, Debrecen 2018.
- Kirche im Pluralismus, Gütersloh 1995, 2. Aufl. 2000; chin.: Peking 2010.
- Schöpfung und Wirklichkeit (Neukirchener Beiträge zur Systematischen Theologie 13), Neukirchen-Vluyn 1995; engl.: Creation and Reality. Theological and Biblical Perspectives. Warfield Lectures 1991, Philadelphia 1999; ungar.: Teremtés és valóság, Budapest 2007.
- Themen der Theologie. Biblisch begründet und zeitbezogen [koreanischsprachiger Sammelband mit Aufsätzen Welkers], Seoul 1998.
- Was geht vor beim Abendmahl?, Stuttgart 1999, 2., erw. Aufl. Gütersloh 2004, 3. Aufl. 2005, 4. Aufl. 2012, 5. Aufl. 2014, 6. Aufl. 2019; engl. Übersetzung: What Happens in Holy Communion?, London 2000, amerik. Ausgabe Grand Rapids 2000, 2. Aufl. 2004; korean. Übersetzung Seoul 2000; norw. Übersetzung: Hva skjer i nattverden? Oslo 2003; ital. Übersetzung: Che cosa avviene nella Cena del Signore?, Turin 2004; kroat. Übersetzung: Sto se dogada pri Veceri Gospodnjoj?, Zagreb 2006; ungar. Übersetzung: Mi történik az úrvacsorában?, Debrecen 2013.
- Christentum und Pluralismus. Die Erneuerungskräfte der biblischen Theologie, Moskau 2001.
- (gem. mit John Polkinghorne) Faith in the Living God. A Dialogue, London 2001; amerik. Ausgabe Philadelphia 2001; dt. Übersetzung: An den lebendigen Gott glauben. Ein Gespräch, Gütersloh 2005; chin. Übersetzung Peking 2006; korean. Übersetzung Seoul 2007.
- Reformed Theology. Profile and Promise. Mackay Lectures, Taipeh 2006.
- (gem. mit Berndt Hamm) Die Reformation. Potentiale der Freiheit, Tübingen 2008.
- Theologische Profile. Schleiermacher – Barth – Bonhoeffer – Moltmann (Edition Chrismon), Frankfurt am Main 2009.
- The Theology and Science Dialogue. What Can Theology Contribute? Expanded version of the Taylor Lectures Yale Divinity School 2009 (Theologische Anstöße 3), Neukirchen-Vluyn 2012.
- Gottes Offenbarung. Christologie, Neukirchen-Vluyn 2012, 2. Aufl. 2012, 3. Aufl. 2016, 4. Aufl. Göttingen 2023; engl. Übersetzung Grand Rapids 2013; korean. Übersetzung Seoul 2015, 2. Aufl. 2015.
- Multi-perspektivische und biblisch orientierte Erforschung heutiger theologischer Themen [koreanischsprachiger Sammelband mit Aufsätzen Welkers], hg. von Kim Jae Jin, Seoul 2015.
- Zum Bild Gottes. Eine Anthropologie des Geistes. Gifford Lectures 2019/20, 1. u. 2. Aufl. Leipzig 2021; engl. Übersetzung In God's Image. An Anthropology of the Spirit, Grand Rapids 2021.

Herausgeberschaften
- Diskussion über Jürgen Moltmanns Buch "Der gekreuzigte Gott", München 1979.
- Theologie und funktionale Systemtheorie. Luhmanns Religionssoziologie in theologischer Diskussion, Frankfurt am Main 1985.
- (gem. mit Hermann Deuser, Gerhard M. Martin und Konrad Stock) Gottes Zukunft – Zukunft der Welt. Jürgen Moltmann zum 60. Geburtstag, München 1986.
- (gem. mit Bernd Janowski) Jahrbuch für Biblische Theologie, Bd. 1: Einheit und Vielfalt Biblischer Theologie, Neukirchen-Vluyn 1986, 2. Aufl. 1988, 3. Aufl. 1991.
- (gem. mit Bernd Janowski) Jahrbuch für Biblische Theologie, Bd. 6: Altes Testament und Christlicher Glaube, Neukirchen-Vluyn 1991.
- (gem. mit Werner Krawietz) Kritik der Theorie sozialer Systeme. Auseinandersetzungen mit Luhmanns Hauptwerk, Frankfurt am Main 1992, 2. Aufl. 1998.
- (gem. mit Sigrid Brandt und Marjorie Suchocki) Sünde. Ein unverständlich gewordenes Thema, Neukirchen-Vluyn 1997, 2. Aufl. 2005.
- Brennpunkt Diakonie. Rudolf Weth zum 60. Geburtstag, Neukirchen-Vluyn 1997, 2. Aufl. 1999; korean. Übersetzung Seoul 2004.
- (gem. mit Jan Assmann und Bernd Janowski) Gerechtigkeit. Richten und Retten in der abendländischen Tradition und ihren altorientalischen Ursprüngen, München 1998.
- (gem. mit Bernd Janowski) Jahrbuch für Biblische Theologie, Bd. 12: Biblische Hermeneutik, Neukirchen-Vluyn 1998.
- (gem. mit David Willis) Zur Zukunft der Reformierten Theologie. Aufgaben – Themen – Traditionen, Neukirchen-Vluyn 1998; engl. Übersetzung: Toward the Future of Reformed Theology. Tasks, Topics, Traditions, Grand Rapids 1999.
- (gem. mit John Polkinghorne) The End of the World and the Ends of God. Science and Theology on Eschatology, Harrisburg 2000, 2. Aufl. 2000; korean. Übersetzung Seoul 2002; chin. Übersetzung Hong Kong 2010.
- (gem. mit Bernd Janowski) Opfer. Theologische und kulturelle Kontexte, Frankfurt am Main 2000.
- (gem. mit Wilfried Härle und Heinz Schmidt) Das ist christlich. Nachdenken über das Wesen des Christentums, Gütersloh 2000.
- (gem. mit Berndt Hamm) Jahrbuch für Biblische Theologie, Bd. 15: Würde des Menschen, Neukirchen-Vluyn 2001.
- (gem. mit Hans-Joachim Eckstein) Die Wirklichkeit der Auferstehung, Neukirchen-Vluyn 2002, 2. Aufl. 2004, 3. Aufl. 2007, 4. Aufl. 2010.
- (gem. mit Klaus-Peter Köpping und Reiner Wiehl) Die autonome Person – eine europäische Erfindung?, München 2002.
- (gem. mit Ted Peters und Robert Russell) Resurrection. Theological and Scientific Assessments, Grand Rapids 2002.
- (gem. mit Wallace Alston) Reformed Theology. Identity and Ecumenicity, Grand Rapids 2003.
- (gem. mit Cynthia A. Jarvis) Loving God with one's mind. The pastor as theologian (Festschrift für Wallace Alston), Grand Rapids 2004.
- (gem. mit Manfred Oeming und Konrad Schmid) Das Alte Testament und die Kultur der Moderne. Beiträge des Symposiums "Das Alte Testament und die Kultur der Moderne" anlässlich des 100. Geburtstags Gerhard von Rads (1901–1971) (Altes Testament und Moderne 8), Münster et al. 2004.
- (gem. mit Paul Hanson und Bernd Janowski) Biblische Theologie. Beiträge des Symposiums "Das Alte Testament und die Kultur der Moderne" anlässlich des 100. Geburtstags Gerhard von Rads (1901–1971) (Altes Testament und Moderne 14), Münster et al. 2005.
- (gem. mit Friedrich Schweitzer) Reconsidering the Boundaries Between Theological Disciplines / Zur Neubestimmung der Grenzen zwischen den theologischen Disziplinen (Theologie. Forschung und Wissenschaft 8), Münster et al. 2005.
- (gem. mit Miroslav Volf) Der lebendige Gott als Trinität. Jürgen Moltmann zum 80. Geburtstag, Gütersloh 2006; engl. Übersetzung: God's Life in Trinity, Philadelphia 2006.
- The Work of the Spirit. Pneumatology and Pentecostalism, Grand Rapids 2006.
- (gem. mit Michael Wolter) Jahrbuch für Biblische Theologie, Bd. 21: Gott und Geld, Neukirchen-Vluyn 2007.
- (gem. mit Wallace Alston) Reformed Theology. Identity and Ecumenicity II. Biblical Interpretation in the Reformed Tradition, Grand Rapids 2007.
- (gem. mit Peter Meusburger und Edgar Wunder) Clashes of Knowledge. Orthodoxies and Heterodoxies in Science and Religion (Klaus Tschira Symposia – Knowledge and Space 1), New York 2008.
- (gem. mit Helmut Schwier) Schöpfung: glauben – loben – handeln. Predigten und Reflexionen zu Natur und Schöpfung (Impulse aus der Heidelberger Universitätskirche. Theologie – Spiritualität – Ethik 1), Heidelberg 2010.
- (gem. mit Francis Schüssler Fiorenza und Klaus Tanner) Politische Theologie. Neuere Geschichte und Potenziale (Theologische Anstöße 1), Neukirchen-Vluyn 2011.
- (gem. mit Michael Weinrich und Ulrich Möller) Calvin Today. Reformed Theology and the Future of the Church, London/New York 2011.
- The Spirit in Creation and New Creation. Science and Theology in Western and Orthodox Realms, Cambridge 2012; amerik. Ausgabe: Grand Rapids 2012; russ. Übersetzung Moskau 2013.
- (gem. mit Gregor Etzelmüller) Concepts of Law in the Sciences, Legal Studies, and Theology (Religion in Philosophy and Theology 72), Tübingen 2013.
- (gem. mit Marlene Schwöbel-Hug und Ulrich Löffler) Heidelberger G/glauben. 450 Jahre nach Erscheinen des Heidelberger Katechismus, Neukirchen-Vluyn 2013.
- (gem. mit Jürgen von Hagen) Money as God? The Monetization of the Market and its Impact on Religion, Politics, Law, and Ethics, Cambridge 2014.
- The Science and Religion Dialogue. Past and Future, Frankfurt am Main et al. 2014.
- The Depth of the Human Person. A Multidisciplinary Approach, Grand Rapids 2014.
- Quests for Freedom. Biblical – Historical – Contemporary, Neukirchen-Vluyn 2015.
- (gem. mit William Schweiker) Images of the Divine and Cultural Orientations. Jewish, Christian, and Islamic Voices, Leipzig 2015.
- (gem. mit Gabrielle Oberhänsli-Widmer) Jahrbuch für Biblische Theologie, Bd. 29: Liebe, Neukirchen-Vluyn 2015.
- (gem. mit Michael Beintker und Albert de Lange) Europa reformata. Reformationsstädte Europas und ihre Reformatoren, Leipzig 2016; engl. Übersetzung: Europa reformata. European reformation cities and their reformers, Leipzig 2016.
- (gem. mit John Witte und Stephen Pickard) The Impact of Religion on Character Formation, Ethical Education, and the Communication of Values in Late Modern Pluralistic Societies, Leipzig 2020.
- (gem. mit Jürgen von Hagen, John Witte und Stephen Pickard) The Impact of the Market on Character Formation, Ethical Education, and the Communication of Values in Late Modern Pluralistic Societies, Leipzig 2020.
- (gem. mit John Witte) The Impact of the Law on Character Formation, Ethical Education, and the Communication of Values in Late Modern Pluralistic Societies, Leipzig 2021.
- (gem. mit William Schweiker, John Witte und Stephen Pickard) The Impact of Academic Research on Character Formation, Ethical Education, and the Communication of Values in Late Modern Pluralistic Societies, Leipzig 2021.
- (gem. mit John Witte und Stephen Pickard) The Impact of the Family on Character Formation, Ethical Education, and the Communication of Values in Late Modern Pluralistic Societies, Leipzig 2022.
- (gem. mit Stephen Pickard und John Witte) The Impact of Education on Character Formation, Ethical Education, and the Communication of Values in Late Modern Pluralistic Societies, Leipzig 2022.
- (gem. mit Jürgen von Hagen, John Witte und Stephen Pickard) The Impact of the Media on Character Formation, Ethical Education, and the Communication of Values in Late Modern Pluralistic Societies, Leipzig 2022.
- (gem. mit Stephen Pickard und John Witte) The Impact of the Military on Character Formation, Ethical Education, and the Communication of Values in Late Modern Pluralistic Societies, Leipzig 2022.
- (gem. mit Eva Winkler, John Witte und Stephen Pickard) The Impact of Health Care on Character Formation, Ethical Education, and the Communication of Values in Late Modern Pluralistic Societies, Leipzig 2023.
- (gem. mit Piet Naudé und John Witte) The Impact of Political Economy on Character Formation, Ethical Education, and the Communication of Values in Late Modern Pluralistic Societies, Leipzig 2023.